# Eisenbahnunfall von Salem (1907)
Der Eisenbahnunfall von Salem war ein Frontalzusammenstoß zweier Züge am 20. Juli 1907 bei Salem, Michigan, USA, bei dem 30 Menschen starben.

## Ausgangslage
Die Zugsicherung erfolgte auf der eingleisigen Strecke der Pere Marquette Railway (PM) dadurch, dass dem Lokomotivpersonal handschriftliche Fahrbefehle erteilt wurden. Die Vorschrift besagte, dass die Mitarbeiter auf der Lokomotive sich diesen Fahrbefehl gegenseitig vorlesen mussten. Das Personal eines Güterzuges hatte einen solchen Fahrbefehl erhalten. Ihm kam auf gleicher Strecke ein Sonderzug entgegen, mit dem Eisenbahner auf ihrem jährlichen Betriebsausflug von Ionia nach Detroit unterwegs waren.

## Unfallhergang
Der Fahrbefehl für den Güterzug war undeutlich geschrieben und dessen Lokführer verzichtete auf das vorgeschriebene Vorlesen. So verwechselte er zwei Bahnhöfe, nahm unzutreffende Fahrzeiten und einen unzutreffenden Kreuzungsbahnhof an. Die Stelle, an der die beiden Züge aufeinander trafen, lag zudem noch in einem tiefen Geländeeinschnitt. 30 Menschen starben bei dem Zusammenprall.

## Wissenswertes
Ebenfalls als Eisenbahnunfall von Salem bezeichnet wird ein Eisenbahnunfall, der sich am 14. Mai 1995 bei Salem, Tamil Nadu, in Indien ereignete. (Vgl.: hier.)